# Zuidelijke Provincie
De Zuidelijke Provincie (Singalees: Dakuṇu paḷāta; Tamil: Tĕṉ mākāṇam) is een provincie van Sri Lanka. De hoofdstad is Galle en de provincie heeft 2.278.271 inwoners (2001). Een andere grote stad is Matara.
De bevolking bestaat hoofdzakelijk uit Singalezen en voorziet vooral in zijn levensonderhoud door middel van landbouw en visserij.
De Zuidelijke Provincie loopt economisch gezien achter en werd erg getroffen door de Tsunami van december 2004.
De provincie bestaat uit drie districten, dit zijn:
- Galle
- Matara
- Hambantota

Centrale Provincie (Kandy · Matale · Nuwara Eliya) · Oostelijke Provincie (Ampara · Batticaloa · Trincomalee) · Noordelijke Centrale Provincie (Anuradhapura · Polonnaruwa) · Noordelijke Provincie (Jaffna · Kilinochchi · Mannar · Mullaitivu · Vavuniya) · Noordwestelijke Provincie (Kurunegala · Puttalam) · Sabaragamuwa (Kegalle · Ratnapura) · Uva (Badulla · Moneragala) · Westelijke Provincie (Colombo · Gampaha · Kalutara) · Zuidelijke Provincie (Galle · Hambantota · Matara)